# Charles Stilwell
Charles Stilwell (1845 – 1919) là nhà phát minh người Mỹ nổi tiếng nhờ sản xuất túi giấy.
Ông sinh ra và lớn lên ở Fremont, Ohio. Lúc xảy ra cuộc Nội chiến khốc liệt thì ông tình nguyện gia nhập Liên bang miền Bắc. Đến khi nội chiến kết thúc, ông trở về quê hương và chuyển sang làm kỹ sư cơ khí. Stilwell có sở thích sản xuất ra túi giấy cải tiến mà về sau sẽ biến thành nghề nghiệp trong tương lai. Vào thời kỳ đó đã có sẵn loại túi giấy và túi đựng hàng tạp hóa nhưng chúng rất cồng kềnh khi cất giữ và gấp lại. Ngoài ra, những cái túi này có đáy hình chữ v khiến cho việc đóng gói trở nên vất vả hơn nhiều.
Ngày 12 tháng 6 năm 1883, Stilwell được Văn phòng Sáng chế Hoa Kỳ cấp bằng sáng chế phát minh chiếc máy tạo ra túi đáy vuông. Ông bèn đặt tên cho phát minh của mình là S.O.S. hoặc Túi tự mở (Self-Opening Sack) vì loại túi này có khả năng giữ nguyên và mở ra mà không cần người hỗ trợ. Phát minh của ông đã giúp cải thiện túi giấy cho hàng triệu người dùng trên toàn nước Mỹ.